# Opinel
Opinel je francouzská firma vyrábějící kapesní nože. Založena byla v roce 1890.
Nože Opinel jsou jednoduché, robustní, ale levnější zavírací kapesní nože se střenkou z bukového dřeva, vyráběné od roku 1890 ve francouzském městě Saint-Jean-de-Maurienne v oblasti Savojska. Sídlem firmy a výroby je od roku 1973 francouzské město Chambéry.

## Vznik

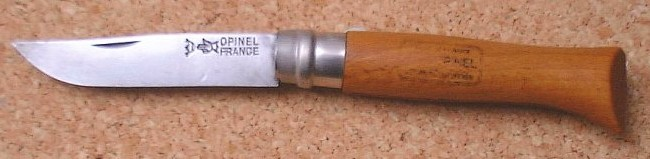
Nůž č. 10

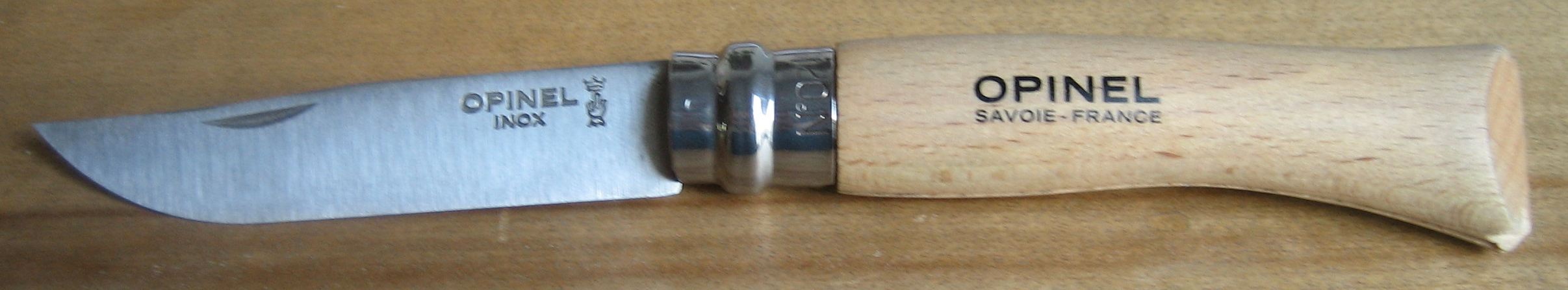
Nůž č. 7 s nerezovou čepelí

První nůž Opinel vyrobil Joseph Opinel v dílně svého otce v malé obci Albiez-Le-Vieux u Saint-Jean-de-Maurienne. Od roku 1896 vyráběl se třemi zaměstnanci okolo 60 kusů denně. V roce 1901 už původní dílna nestačila a tak Opinel postavil novou, ve které zaměstnával patnáct dělníků. O osm let později si Opinel nechal registrovat obchodní známku s logem firmy: ruku s korunkou (main couronnée), to od té doby označuje všechny čepele nožů. Nože prodávali nejprve obchodní cestující, později Opinel začal i sám svou produkci vyvážet do Belgie a Itálie. V roce 1911 získal jeden z jeho nožů zlatou medaili na mezinárodní výstavě v Turíně.
V roce 1920 se výroba rozšířila i do nově postavené továrny ve městě Cognin u Chambéry. Do začátku druhé světové války firma prodala 20 miliónů nožů. Společnost i v současnosti vlastní rodina zakladatele. V Saint-Jean-de-Maurienne je i muzeum (Le Musée de l'Opinel). V provozech v Cogninu a Chambéry firma zaměstnává okolo sta zaměstnanců, a ročně vyrábí čtyři až pět miliónů nožů.

## Popis

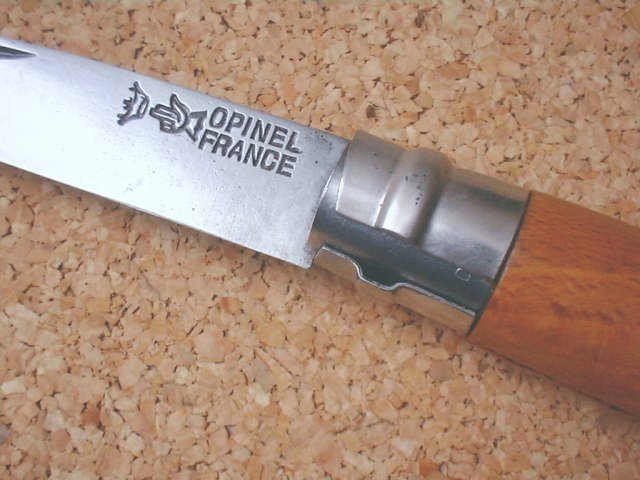
Kroužek pootočením zajišťující čepel proti zavření

### Materiály
Tradiční modely mají střenku z bukového dřeva a čepel z vysoceuhlíkové oceli. Ta má sice dobré ostří (oproti nerezovému materiálu se nemusí tak často ostřit) ale je nutné ji udržovat čistou a suchou aby nekorodovala.
V průběhu let vznikla široká škála variací na základní typ, používajících dřevo z dubu, ořešáku, olivovníku, nebo habru. Někdy se používají i jiné materiály jako například rohovina. Čepele jsou vyráběny i z nerez oceli a tak jsou tyto nože téměř bezúdržbové.

### Konstrukce

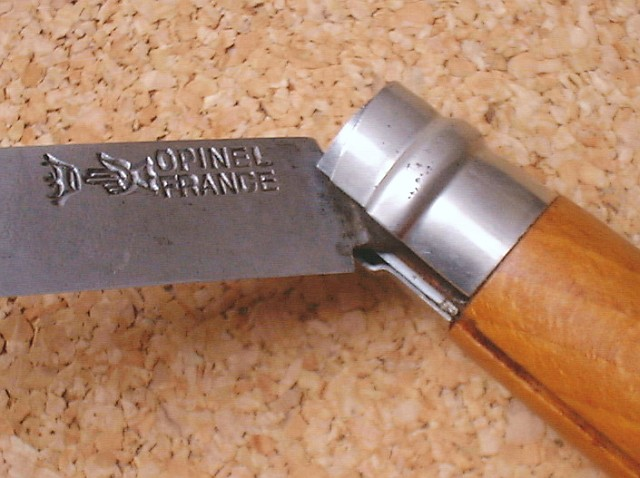
Stejný nůž po otočení zajišťovacího kroužku připravený k zavření

Konstrukce nožů Opinel je velice jednoduchá; sestává ze tří nebo čtyř částí: čepel, dřevěná rukojeť, nýtovaný kovový pásek, držící čepel a (mimo malých modelů) kroužek k zajištění čepele ve správné pozici, chránící uživatelovu ruku před nečekaným zavřením nože. Kroužek byl zaveden v roce 1955.

### Velikosti

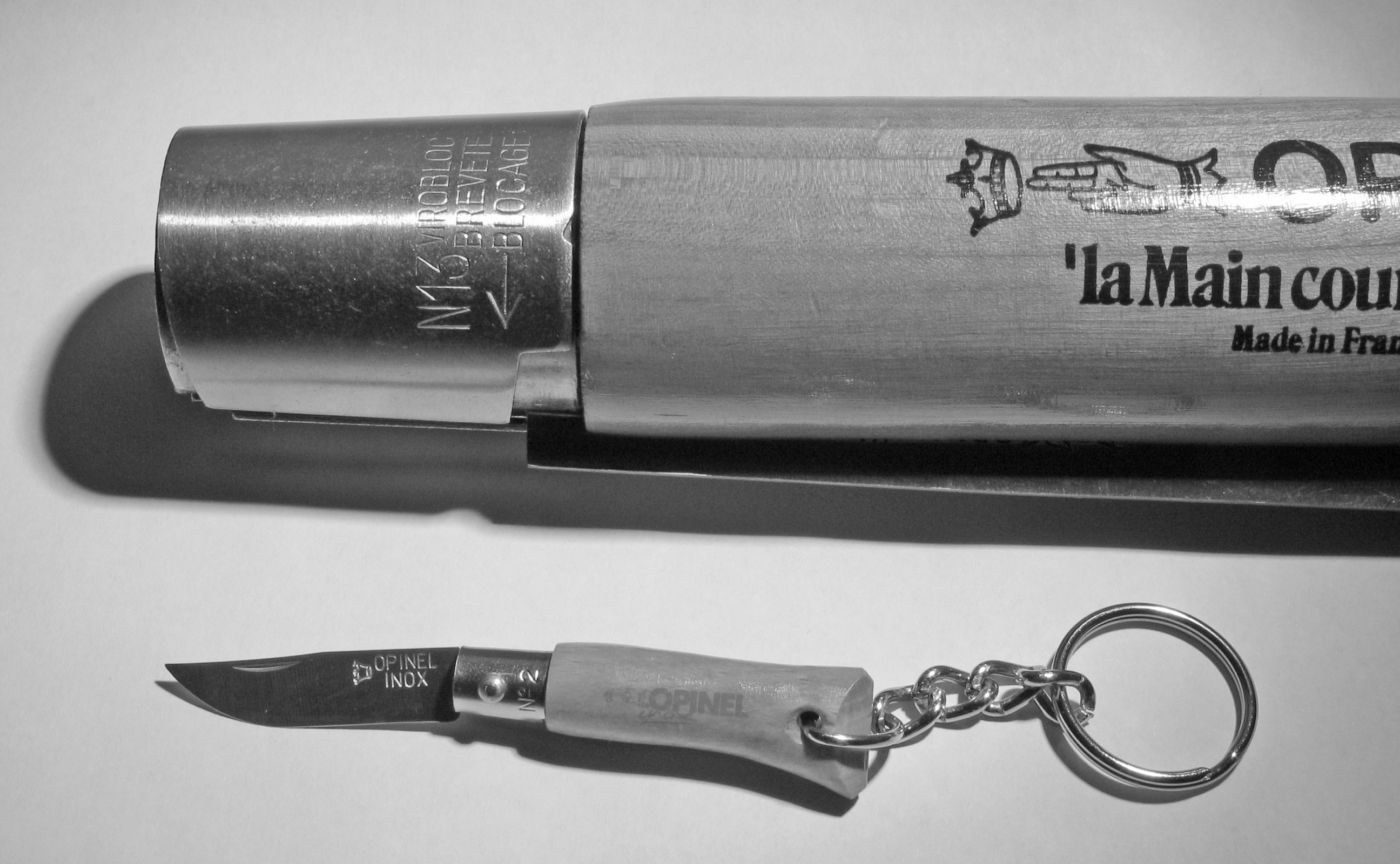
Porovnání velikosti nožů číslo 2 a Géant

Klasické modely nožů Opinel jsou vyráběny v deseti velikostech, číslovaných od 2 do 12. Nože Opinel velikosti 1 (čepel 2 cm) a 11 se přestaly vyrábět v 30. letech. Nůž číslo 8 (s čepelí 8,5 centimetru) je nejpoužívanějším běžnými uživateli, větší modely jsou používány při kempování nebo jako kuchyňské nože. Později se začal vyrábět i model 13, (Le Géant: Gigant) s čepelí 22 cm.
| Označení | Délka čepele (cm) |
| -------- | ----------------- |
| 2        | 3,5               |
| 3        | 4                 |
| 4        | 5                 |
| 5        | 6                 |
| 6        | 7                 |
| 7        | 8                 |
| 8        | 8,5               |
| 9        | 9                 |
| 10       | 10                |
| 12       | 13                |
| 13       | 22                |

### Design

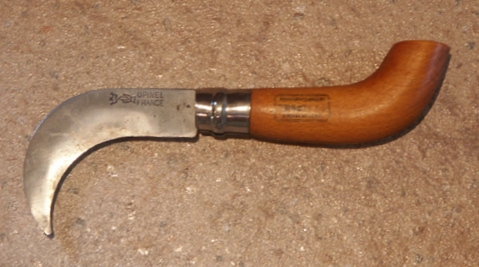
Zahradnická žabka Opinel

Elegantní křivka čepele je tradičního španělského designu, známého pod názvem yatagán. V současnosti firma vyrábí široký sortiment modelů. Byly přidány i nové modely pro zahradníky a kuchaře a jídelní nože.

### Logo
Tradice opatřovat nože znakem mistra nožíře pochází z nařízení francouzského krále Karla IX. v 16. století. Joseph Opinel si v roce 1909 zvolil symbol korunované ruky (la Main Couronée), která kombinuje žehnající gesto Jana Křtitele ze znaku města Saint-Jean-de-Maurienne a korunu jako připomínku savojského vévodství.

### NožeLimited edition
Opinel také vyrábí nože v omezených sériích k významným událostem, jako například k Mistrovství světa ve fotbale, pořádaném v roce 1998 ve Francii, k Tour de France, a také třeba nůž Opinel History 2000 k oslavám roku 2000.